# Коршунов, Константин Максимович
Константи́н Макси́мович Ко́ршунов (14 марта 1929, Кучукенер, Сернурский кантон, Марийская автономная область — 12 июня 2001, Мари-Луговая, Звениговский район, Республика Марий Эл) — марийский советский писатель-драматург, актёр театра, режиссёр, член Союза писателей СССР с 1969 года. Заслуженный работник культуры РСФСР (1979). Заслуженный артист Марийской АССР (1960).

## Биография
Родился в крестьянской семье. Сын погибшего фронтовика, рано потерял мать. Окончил Нижнекугенерскую семилетнюю школу и Сернурскую сельскохозяйственную школу. С 1946 года работал агротехником Сернурского районного земельного отдела.
В 1947 году стал актёром Новоторъяльского колхозного театра, а в 1948—1949 годах — артистом хора Марийской государственной филармонии.
В 1949 году по направлению от Марийской АССР поступил на актёрское отделение Ленинградского театрального института им. А. Н. Островского. После его окончания в 1954—1962 годах — актёр Марийского театра им. М. Шкетана.
С 1962 по 1975 годы — режиссёр Комитета по радиовещанию и телевидению Марийской АССР. В 1975—1980 годах — литературный консультант Союза писателей МАССР. В 1981—1985 годах — заведующий литературно-драматической частью театра им. М. Шкетана.
Умер 12 июня 2001 года в д. Мари-Луговая Звениговского района Марий Эл.

## Творческая деятельность
Во время работы в театре им. М. Шкетана стал репертуарным артистом, играл разноплановые роли: Тихон (А. Островский «Кӱдырчан йӱр» / Гроза, 1955), крестьянин-бедняк Шайди (С. Чавайн «Акпатыр», 1956), военрук Тагановский (С. Чавайн «Марий рото» / Марийская рота, 1957), солдат Егоров (Н. Ильяков «Иосиф Макаров», 1957), учитель Мичи (С. Чавайн «Мӱкш отар» / Пасека, 1956), Гнат (И. Карпенко-Карый «Пиалдыме» / Бесталанная, 1958), Алексей Маресьев (Б. Полевой «Чынжымак айдеме» / Повесть о настоящем человеке, 1959), Актуган (И. Смирнов «Асан ден Кансыл», 1961) и др. За исполнение роли Эчука в комедии С. Николаева «Салика» получил Диплом I степени Министерства культуры РСФСР (1959).
Первая драма «Илыш корнышто» («На жизненном пути») поставлена на сцене театра им. М. Шкетана в 1960 году. Известны его драмы «Кӱрылтшӧ сем» (Прерванная мелодия, 1964), «Шочмо мланде» («Родная земля», 1966), «Кӱдырчан ӱжара» («Грозовое зарево», 1968 и 1977), «Аксар ден Юлавий» («Аксар и Юлавий», 1975, 2001), «Шарнет, Элиса?» («Помнишь, Элиса?», 1987), «Шӱм парым» («Долг сердца», 1988), «Пӱрыдымӧ пӱрымаш» («Несужденная судьба», 1997).
В 1969 году принят в Союз писателей СССР.
За время работы режиссёром на Марийском радио и телевидении создал более 40 радио- и телеспектаклей, создал ряд радиопьес.

## Память
- В г. Йошкар-Оле на доме, где жил и работал писатель (ул. Волкова, 166), к 85-летию со дня его рождения была установлена мемориальная доска. Надпись на ней гласит: «В этом доме с 1961 по 1979 год жил заслуженный артист Марийской АССР, драматург Коршунов Константин Максимович (1929—2001)»[5].
- Пьесы К. Коршунова до сих пор не сходят со сцены Марийского национального театра драмы им. М. Шкетана[2].

## Награды и звания
- Заслуженный работник культуры РСФСР (1979)[2]
- Заслуженный артист Марийской АССР (1960)[2]
- Государственная премия Марийской АССР в области литературы (1985)[4]
- Почётная грамота Президиума Верховного Совета Марийской АССР (1979)[4]
- Медаль «В ознаменование 100-летия со дня рождения Владимира Ильича Ленина»[2]
- Медаль «За преобразование Нечерноземья РСФСР»[2]

## Основные произведения
Основные произведения К. Коршунова на марийском языке и в переводе на русский язык и театральные постановки.

### На марийском языке
- Илыш корнышто: драма [На жизненном пути]. Йошкар-Ола, 1962. 64 с.
- Шочмо мланде: драма // Ончыко. 1967. № 5. С. 40—80.
- Кӱрылтшӧ сем: драма [Прерванная мелодия]. Йошкар-Ола, 1968. 60 с.
- Кӱдырчан ӱжара: драма // Ончыко. 1969. № 3. С. 61—97.
- Пьеса-влак [Пьесы]. Йошкар-Ола, 1972. 136 с.
- Пьеса-влак [Пьесы]. Йошкар-Ола, 1979. 296 с.
- Шӱм парым: пьеса-влак [Долг сердца]. Йошкар-Ола, 1989. 280 с.
- Шарнет, Элиса?: пьеса // Ончыко. 1989. № 1. С. 41—77.
- Пӱрыдымӧ пӱрымаш: драма // Ончыко. 1998. № 8. С. 96—121.

### В переводе на русский язык
- Грозовое зарево: драма / пер. В. Штанько и автора // Радуга над Волгой: антология марийской драматургии. Йошкар-Ола, 1979. С. 396—453.

### Театральные постановки
- Илыш корнышто [На жизненном пути: драма]. (Мар. театр) 1960.
- Кӱрылтшӧ сем [Прерванная мелодия: драма]. (Мар. театр) 1964.
- Шочмо мланде [Родная земля: драма]. (Мар. театр) 1966.
- Кӱдырчан ӱжара [Грозовое зарево: драма]. (Мар. театр) 1968, 1977.
- Аксар ден Юлавий [Аксар и Юлавий: драма]. (Мар. театр) 1975, 1995, 2001.
- Корныеҥ [Посторонний: драма]. (Мар. театр) 1982.
- Шарнет, Элиса? [Помнишь, Элиса?: драма]. (Мар. театр) 1987.
- Шӱм парым [Долг сердца: драма]. (Мар. театр) 1988.
- Пӱрыдымӧ пӱрымаш [Несужденная судьба: драма]. (Мар. театр) 1997.
- Кайыккомбо-влак эртат юарлен. (МТЮЗ) 1999.